# Escharella connectens
Escharella connectens är en mossdjursart som först beskrevs av Ridley 1881.  Escharella connectens ingår i släktet Escharella och familjen Romancheinidae. Inga underarter finns listade i Catalogue of Life.